# Homewood (Illinois)
Homewood – wieś w Stanach Zjednoczonych, w stanie Illinois, w hrabstwie Cook.